# Gentiana Ismajli
Gentiana Ismajli (auch bekannt als Genta bzw. Genta Ismajli; * 12. April 1984 in Gnjilane, SFR Jugoslawien) ist eine Popsängerin, Songwriterin und Tänzerin. Sie gehört zu den bekanntesten Sängerinnen im albanischen Sprachraum.
Stilistisch ist ihre Musik am ehesten dem Pop zuzuordnen mit Einsprengseln des Turbo-Folk sowie zunehmend auch Einflüssen aus R&B, Hip-Hop und Rap.

## Biographie
Gentiana Ismajlis Familie emigrierte gleich nach ihrer Geburt nach Chicago in die Vereinigten Staaten. Mit 19 Jahren kehrte sie zurück in den Kosovo, wo 2003 mit ihrer ersten Single Kthehu („Komm zurück“) ihr Durchbruch gelang. Der Musikclip wurde in Chicago gedreht.
2005 gewann sie den Musikwettbewerb Kënga Magjike mit der Single Nuk Dua Tjetër („Ich will keinen anderen“).
In den späteren Jahren wuchs ihr Bekanntheitsgrad mit Hits wie Nje panter i zi („Ein schwarzer Panter“) oder Guximi („Mut“).

## Diskografie

### Alben
- 2004: Mos më shiko
- 2005: Më e fortë jam unë
- 2006: Posesiv
- 2008: Pa pardon
- 2009: Zero zero
- 2010: Planet Me
- 2011: Guximi
- 2012: Ole, ole

### Singles
- 2003: Dridhem
- 2004: Kthehu
- 2004: Pranoje
- 2004: S'mund ma then
- 2004: Mos më shiko
- 2005: Per ty Jam e Vdekur
- 2005: Pse të dua ty
- 2005: Nuk Dua Tjeter
- 2005: Luj me mu
- 2005: Unë Jam fati yt
- 2005: Mpuq Mpuq
- 2006: Posesiv
- 2006: Nje Lutje
- 2006. Lutem
- 2006: E Kam Shpirtin Explosiv
- 2007: Me Hare
- 2007: Krejt e din
- 2008: Sa ilaqe
- 2008: Skllav ti kurr s'do jesh
- 2009: Një panter i zi
- 2009: Një herë në vit
- 2010: E pamundur
- 2010: Nr. 1
- 2010: Shkune tune
- 2011: Pini sonte
- 2011: Pse ike
- 2011: Pa ty
- 2011: Guximi
- 2011: Hajde qa po pret
- 2012: Ole Ole
- 2013: E kam provuar
- 2013: Si ty nuk ka
- 2014: Anuloje
- 2014: Feel
- 2014: Maje
- 2015: Shkurt e Shqip
- 2015: Kishe
- 2016: Shake It (feat. Etnon)
- 2016: Squat Baby (feat. MUMA)
- 2017: Po du met pa (feat. Albatrit & Nurteel)
- 2017: Dy Dashni
- 2022: Gidiyom (feat. Eypio)